# Erik J.W. Falkman
Erik Johan Wilhelm Falkman, född 29 juli 1907 i Sireköpinge församling, Malmöhus län, död 18 maj 1996, var en svensk väg- och vattenbyggnadsingenjör.
Falkman, som var son till agronom Sven Johan Falkman och Elisabeth Ganslandt, avlade studentexamen i Malmö 1925 och utexaminerades från Kungliga Tekniska högskolan 1930. Han var assistent hos professor Carl Heuman 1931, anställd hos konsulterande ingenjörsfirman Messrs Crompton & Ekströms kontor i Stockholm 1932, vid Statens provningsanstalt 1932–1935, assistent i allmän byggnadslära med vägteknik vid Kungliga Tekniska högskolan 1933–1935, platskontrollant för Väg- och vattenbyggnadsstyrelsen vid brobyggnad i Västernorrlands län 1935, i Gävleborgs län 1937, byggnadsinspektör och statiker hos byggnadsnämnden i Gävle stad 1938, Uppsala stad 1944, Helsingborgs stad 1945, förste byggnadsinspektör och statiker hos byggnadsnämnden i Malmö stad 1956, förste ingenjör där 1961 och överingenjör från 1963. Han var styrelseledamot i Föreningen Sveriges städers byggnadsinspektörer från 1950.